# RMS Scythia
El RMS Scythia fue un transatlántico británico propiedad de la compañía naviera Cunard Line. Realizó su viaje inaugural en 1921, y se convirtió en un barco de transporte de tropas y nave de abastecimiento durante la Segunda Guerra Mundial. El Scythia fue el barco más longevo de la Cunard Line hasta el 4 de septiembre de 2005, cuando su récord fue batido por el RMS Queen Elizabeth 2.

## Historia
Después de haber experimentado graves pérdidas durante la Primera Guerra Mundial, la Cunard Line se embarcó en un ambicioso programa para retomar su iniciativa. Decidieron construir buques de tamaño "intermedio", de unas 19.000 toneladas, en lugar de los masivos transatlánticos que habían empleado anteriormente. El Scythia fue el primer barco de esta nueva flota. Su construcción comenzó en 1919. El Scythia fue construido para dar servicio a la ruta entre Liverpool y Queenstown, en las islas británicas, y Nueva York y Boston, en los Estados Unidos. Se trataba de un buque de lujo para llamar la atención de los turistas americanos. A mediados de la década de 1920, comenzó a navegar entre Nueva York y el mar Mediterráneo.
El Scythia fue requisado a finales de 1939, con el comienzo de la Segunda Guerra Mundial. Dejó Liverpool el 24 de septiembre de 1940 con 48 niños, de camino a Boston, patrocinado por los lectores del diario Boston Evening Transcript, como parte de un programa británico más amplio de evacuación, bajo el Children's Overseas Reception Board.
Fue utilizado como barco de tropas el 1 de noviembre de 1940, navegado de Liverpool a Oriente Medio, llevando al primer cuerpo de Dragoon Guards. Después sirvió evacuando refugiados de Liverpool a Nueva York. En 1942, el Scythia participó en la Operación Torch en África del norte. El 23 de noviembre fue atacado por un torpedo aéreo. La tripulación consiguió dirigirse al puerto en Argel, con solo cinco bajas en un complemento de 4.300 hombres. 
El Scythia fue rescatado y destinado a Nueva York para su reparación en enero de 1943, y posteriormente transportó tropas americanas a Europa. Al final de la guerra, llevó de nuevo muchos soldados norteamericanas de vuelta de Europa, muchos de ellos acompañados por sus jóvenes novias, antes de navegar a India para traer a casa tropas británicas de la guerra en el escenario de Asia. Fue también un "barco de novias de la guerra", completando varios viajes para llevar a las novias canadienses de los soldados y sus hijos de Liverpool a Halifax, a principios de 1946. Uno de sus últimas misiones como barco de tropas fue traer a la primera compañía de Dragoon Guards a Liverpool, el 11 de marzo de 1948.
Más tarde, en 1948, el Scythia fue entregado a la Organización Internacional para los Refugiados para transportar refugiados de Europa a Canadá. En 1950 se convirtió en barco de pasajeros de nuevo, navegando de Gran Bretaña a Canadá y más tarde a Nueva York. De nuevo en 1957, el Scythia fue empleado para transportar refugiados húngaros a Canadá (salió de Southampton el 19 de enero de 1957), llegando al puerto 21 de Halifax (el equivalente canadiense a la isla Ellis de Nueva York). Su travesía final tuvo lugar alrededor del mar del Norte. En 1958, el Scythia fue entregado para su desguace en Inverkeithing por su último capitán, Geoffrey Thrippleton Marr.